# Cantone di Saint-Fargeau-Ponthierry
Il Cantone di Saint-Fargeau-Ponthierry è una divisione amministrativa dell'Arrondissement di Melun.
È stato istituito a seguito della riforma dei cantoni del 2014, che è entrata in vigore con le elezioni dipartimentali del 2015.

## Composizione
Comprende i comuni di:
- Boissise-le-Roi
- Dammarie-les-Lys
- Nandy
- Pringy
- Saint-Fargeau-Ponthierry
- Seine-Port